# Eliminacje Mistrzostw Europy w Piłce Nożnej 2020/Baraże
Po zakończeniu fazy grupowej eliminacji, 4 najlepsze drużyny z każdej dywizji Ligi Narodów UEFA, które nie zakwalifikowały się w grupie, otrzymały możliwość dalszego walczenia o uczestnictwo w Euro 2020. W każdej dywizji drużyny zostały rozlosowane na dwa półfinały. Po rozegraniu półfinałów, zwycięskie reprezentacje rozegrały mecze finałowe. Zwycięzcy finałów zagrają w fazie grupowej Euro 2020.
Uwaga: Z powodu braku odpowiedniej ilości drużyn z dywizji A, kilka drużyn rozegra mecze barażowe w innej dywizji. Zdecydowało o tym losowanie.

## Terminarz
| Faza   | Kolejka   | Data                |
| ------ | --------- | ------------------- |
| Baraże | Półfinały | 8 października 2020 |
| Baraże | Finał     | 12 listopada 2020   |

## Uczestnicy
| Drużyny z Dywizji A | Drużyny z Dywizji A |
| ------------------- | ------------------- |
| 1.                  | Bułgaria            |
| 2.                  | Rumunia             |
| 3.                  | Islandia            |
| 4.                  | Węgry               |

| Drużyny z Dywizji B | Drużyny z Dywizji B  |
| ------------------- | -------------------- |
| 1.                  | Bośnia i Hercegowina |
| 2.                  | Słowacja             |
| 3.                  | Irlandia             |
| 4.                  | Irlandia Północna    |

| Drużyny z Dywizji C | Drużyny z Dywizji C |
| ------------------- | ------------------- |
| 1.                  | Szkocja             |
| 2.                  | Norwegia            |
| 3.                  | Serbia              |
| 4.                  | Izrael              |

| Drużyny z Dywizji D | Drużyny z Dywizji D |
| ------------------- | ------------------- |
| 1.                  | Gruzja              |
| 2.                  | Macedonia Północna  |
| 3.                  | Kosowo              |
| 4.                  | Białoruś            |

## Format
Drużyny rozegrają pomiędzy sobą półfinały, a następnie finał, którego gospodarz będzie losowany.

## Dywizja A
| Drużyna 1 | Wynik     | Drużyna 2 |
| Półfinały | Półfinały | Półfinały |
| --------- | --------- | --------- |
| Islandia  | 2:1       | Rumunia   |
| Bułgaria  | 1:3       | Węgry     |
| Finał     |           |           |
| Węgry     | 2:1       | Islandia  |

### Półfinały
| 8 października 2020 20:45 CET | Islandia · G. Sigurðsson 16', 35' | 2:1(2:0)Raport | Rumunia · 63' (k.) Maxim | Laugardalsvöllur, Reykjavík Widzów: 60 Sędzia: Damir Skomina |
|                               |                                   |                |                          |                                                              |

| 8 października 2020 20:45 CET | Bułgaria · Jomow 89' | 1:3(0:1)Raport | Węgry · 17' Orban · 47' Kalmár · 75' Nikolić | Stadion Narodowy im. Wasiła Lewskiego, Sofia Widzów: 1 929 Sędzia: Szymon Marciniak |
|                               |                      |                |                                              |                                                                                     |

### Finał
| 12 listopada 2020 20:45 CET | Węgry · Nego 88' · Szoboszlai 90+2' | 2:1(0:1)Raport | Islandia · 11' G. Sigurðsson | Puskás Aréna, Budapeszt Widzów: 0 Sędzia: Björn Kuipers |
|                             |                                     |                |                              |                                                         |

- Węgry awansowały na Euro 2020

## Dywizja B
| Drużyna 1            | Wynik        | Drużyna 2         |
| Półfinały            | Półfinały    | Półfinały         |
| -------------------- | ------------ | ----------------- |
| Bośnia i Hercegowina | 1:1 (k. 3:4) | Irlandia Północna |
| Słowacja             | 0:0 (k. 4:2) | Irlandia          |
| Finał                |              |                   |
| Irlandia Północna    | 1:2 (dogr.)  | Słowacja          |

### Półfinały
| 8 października 2020 20:45 CET                                              | Bośnia i Hercegowina · Krunić 14' | 1:1 (dogr.) k. 3:4(1:0, 1:1, 1:1)Raport                                        | Irlandia Północna · 53' McGinn | Stadion Grbavica, Sarajewo Widzów: 1 800 Sędzia: Antonio Mateu Lahoz |
|                                                                            |                                   |                                                                                |                                |                                                                      |
|                                                                            |                                   | Rzuty karne                                                                    |                                |                                                                      |
| Miralem Pjanić · Haris Hajradinović · Edin Višća · Dino Hotić · Edin Džeko |                                   | Stuart Dallas · Kyle Lafferty · George Saville · Conor Washington · Liam Boyce |                                |                                                                      |

| 8 października 2020 20:45 CET                                 | Słowacja | 0:0 (dogr.) k. 4:2(0:0, 0:0, 0:0)Raport                     | Irlandia | Národný futbalový štadión, Bratysława Widzów: 0 Sędzia: Clément Turpin |
|                                                               |          |                                                             |          |                                                                        |
|                                                               |          | Rzuty karne                                                 |          |                                                                        |
| Marek Hamšík · Patrik Hrošovský · Lukáš Haraslín · Ján Greguš |          | Conor Hourihane · Robbie Brady · Alan Browne · Matt Doherty |          |                                                                        |

### Finał
| 12 listopada 2020 20:45 CET | Irlandia Północna · Škriniar 88' (sam.) | 1:2 (dogr.)(0:1, 1:1, 1:1)Raport | Słowacja · 17' Kucka · 110' Ďuriš | Windsor Park, Belfast Widzów: 1060 Sędzia: Felix Brych |
|                             |                                         |                                  |                                   |                                                        |

- Słowacja awansowała na Euro 2020

## Dywizja C
| Drużyna 1 | Wynik        | Drużyna 2 |
| Półfinały | Półfinały    | Półfinały |
| --------- | ------------ | --------- |
| Szkocja   | 0:0 (k. 5:3) | Izrael    |
| Norwegia  | 1:2 (dogr.)  | Serbia    |
| Finał     |              |           |
| Serbia    | 1:1 (k. 4:5) | Szkocja   |

### Półfinały
| 8 października 2020 20:45 CET                                                       | Szkocja | 0:0 (dogr.) k. 5:3(0:0, 0:0, 0:0)Raport                     | Izrael | Hampden Park, Glasgow Widzów: 0 Sędzia: Ovidiu Hațegan |
|                                                                                     |         |                                                             |        |                                                        |
|                                                                                     |         | Rzuty karne                                                 |        |                                                        |
| John McGinn · Callum McGregor · Scott McTominay · Lawrence Shankland · Kenny McLean |         | Eran Zahawi · Nir Biton · Shon Weissman · Mohammad Abu Fani |        |                                                        |

| 8 października 2020 20:45 CET | Norwegia · Normann 88' | 1:2 (dogr.)(0:0, 1:1, 1:2)Raport | Serbia · 82', 102' Milinković-Savić | Ullevaal Stadion, Oslo Widzów: 200 Sędzia: Daniele Orsato |
|                               |                        |                                  |                                     |                                                           |

### Finał
| 12 listopada 2020 20:45 CET                                                        | Serbia · Jović 90' | 1:1 (dogr.) k. 4:5(0:0, 1:1, 1:1)Raport                                              | Szkocja · 52' Christie | Stadion Crvena zvezda, Belgrad Widzów: 0 Sędzia: Antonio Mateu Lahoz |
|                                                                                    |                    |                                                                                      |                        |                                                                      |
|                                                                                    |                    | Rzuty karne                                                                          |                        |                                                                      |
| Dušan Tadić · Luka Jović · Nemanja Gudelj · Aleksandar Katai · Aleksandar Mitrović |                    | Leigh Griffiths · Callum McGregor · Scott McTominay · Oliver McBurnie · Kenny McLean |                        |                                                                      |

- Szkocja awansowała na Euro 2020

## Dywizja D
| Drużyna 1          | Wynik     | Drużyna 2          |
| Półfinały          | Półfinały | Półfinały          |
| ------------------ | --------- | ------------------ |
| Gruzja             | 1:0       | Białoruś           |
| Macedonia Północna | 2:1       | Kosowo             |
| Finał              |           |                    |
| Gruzja             | 0:1       | Macedonia Północna |

### Półfinały
| 8 października 2020 18:00 CET | Gruzja · Okriaszwili 7' (k.) | 1:0(1:0)Raport | Białoruś | Stadion im. Borisa Paiczadze, Tbilisi Widzów: 0 Sędzia: Cüneyt Çakır |
|                               |                              |                |          |                                                                      |

| 8 października 2020 20:45 CET | Macedonia Północna · Kololli 16' (sam.) · Velkovski 33' | 2:1(2:1)Raport | Kosowo · 29' Hadergjonaj | Nacionałna Arena „Tosze Proeski”, Skopje Widzów: 0 Sędzia: Danny Makkelie |
|                               |                                                         |                |                          |                                                                           |

### Finał
| 12 listopada 2020 18:00 CET | Gruzja | 0:1(0:0)Raport | Macedonia Północna · 56' Pandew | Stadion im. Borisa Paiczadze, Tbilisi Widzów: 0 Sędzia: Anthony Taylor |
|                             |        |                |                                 |                                                                        |

- Macedonia Północna awansowała na Euro 2020